# Robinsohn-Strassmann-Gruppe
Bei der Robinsohn-Strassmann-Gruppe handelte es sich neben der Gruppe Freies Hamburg um Friedrich Ablass um die einzige für längere Zeit (1934–1941) existierende Gruppe des Widerstandes gegen den Nationalsozialismus, welche sich auf linksliberale Positionen berief. Sie hatte ihre Zentren in Hamburg und Berlin und bestand aus bis zu 60 Mitgliedern. Führende Mitglieder waren der Kaufmann Hans Robinsohn, der Berliner Richter Ernst Strassmann und der Journalist Oskar Stark, die meisten stammten vom linken Flügel der Deutschen Demokratischen Partei und deren Jugendverband der Jungdemokraten, einige auch aus der SAJ. 
Die Gruppierung hatte keinen eigenen Namen, wurde jedoch durch die Emigration von Hans Robinsohn und das Ausscheiden von Oskar Stark nach dem Ende des Dritten Reiches Strassmann-Gruppe genannt. Sie machte es sich zur Aufgabe, Nachrichten zu sammeln und das Ausland auf das Vorhandensein von Widerstandsgruppen unter der deutschen Zivilbevölkerung hinzuweisen und die Weichen für eine Regierungsform nach Hitler zu stellen. Zu diesem Zweck baten Mitglieder der Gruppierung unter Vermittlung von Robert Kauffman im Frühjahr 1939 das britische Außenministerium um Unterstützung für ihre Arbeit. Konkrete Hilfe wurde ihnen aber dadurch nicht zuteil, und so beschränkte sich die Gruppe weiterhin auf das Ausarbeiten von Plänen zur Nachkriegsordnung. Zu anderen Widerstandsgruppen wie dem Goerdeler-Kreis, der bekennenden Kirche und dem Kreisauer Kreis wie auch über Hans von Dohnanyi zum militärischen Widerstand bestanden Kontakte. Kurz vor seiner Emigration nach Dänemark 1938 stellte Robinsohn grundlegende Thesen für die Außenpolitik nach der „Ära Hitler“ auf. Diese beinhalteten eine friedliche Zusammenarbeit der Völker und setzten dies für eine intakte Innen- und Wirtschaftspolitik voraus. Im Herbst 1942 wurde Strassmann verhaftet, jedoch nicht ermordet, und durch die erfolgreiche Geheimhaltung der Gruppe wurde sie nicht wie viele andere Widerstandsgruppen von der Gestapo aufgedeckt. Strassmann konnte vielleicht nur deshalb überleben, weil die Gruppe klar und strikt organisiert war und es nur einen kleinen Kreis von Mitwissenden gab. Aufgrund der strengen Beachtung konspirativer Regeln und des Grundsatzes, nichts schriftlich festzuhalten, wurde die Gruppe als Widerstandsorganisation von der Gestapo nie enttarnt.